# Ronde van Polen 1995
De Ronde van Polen 1995 (Pools: Wyścig Dookoła Polski 1995) werd verreden van zaterdag 2 september tot en met zondag 10 september in Polen. Het was de 52ste editie van de rittenkoers, die in 2005 deel ging uitmaken van de UCI Europe Tour (categorie 2.1). De ronde telde negen etappes, die werd voorafgegaan door een koppeltijdrit. Titelverdediger was de Italiaan Maurizio Fondriest.

## Etappe-uitslagen

### 1e etappe
| Zgierz – Płock (140 km) |                   |                  |          |
| Plaats                  | Naam              | Ploeg            | Tijd     |
| Winnaar                 | Steven de Jongh   | TVM              | 3u01'43" |
| 2                       | Mauro Radaelli    | Brescialat-Refin | z.t.     |
| 3                       | Artur Krzeszowiec |                  | z.t.     |

### 2e etappe
| Skierniewice – Radom (150 km) |                   |                |          |
| Plaats                        | Naam              | Ploeg          | Tijd     |
| Winnaar                       | Zbigniew Spruch   | Lampre-Panaria | 3u23'23" |
| 2                             | Steven de Jongh   | TVM            | z.t.     |
| 3                             | Artur Krzeszowiec |                | z.t.     |

### 3e etappe
| Urzędów – Zamość (134 km) |                  |                       |          |
| Plaats                    | Naam             | Ploeg                 | Tijd     |
| Winnaar                   | Andris Naudužs   | Letse nationale ploeg | 3u12'08" |
| 2                         | Francesco Arazzi | Brescialat-Refin      | z.t.     |
| 3                         | Juris Silovs     | Letse nationale ploeg | z.t.     |

### 4e etappe
| Zamościa – Zamościa (individuele tijdrit over 15,5 km) |                  |                 |          |
| Plaats                                                 | Naam             | Ploeg           | Tijd     |
| Winnaar                                                | Eddy Gragus      | Montgomery-Bell | 0h19'21" |
| 2                                                      | Marek Leśniewski | Rotan-Abpol     | +00' 02" |
| 3                                                      | Zbigniew Spruch  | Lampre-Panaria  | +00' 08" |

### 5e etappe
| Przeworsk – Sanok (127 km) |                      |               |          |
| Plaats                     | Naam                 | Ploeg         | Tijd     |
| Winnaar                    | Sławomir Chrzanowski |               | 2u59'58" |
| 2                          | Quintino Rodrigues   | Sicasal-Acral | z.t.     |
| 3                          | Jacek Mickiewicz     | Rotan-Abpol   | +00' 04" |

### 6e etappe
| Sanok – Sanok (225 km) |                   |                       |          |
| Plaats                 | Naam              | Ploeg                 | Tijd     |
| Winnaar                | Davide Bramati    | Lampre-Panaria        | 5u24'29" |
| 2                      | Davide Dall'Olio  | Amore & Vita-Galatron | +00' 02" |
| 3                      | Romāns Vainšteins | Letse nationale ploeg | +00' 12" |

### 7e etappe
| Nowy Sącz – Zakopane (171 km) |                 |                  |          |
| Plaats                        | Naam            | Ploeg            | Tijd     |
| Winnaar                       | Mariano Piccoli | Brescialat-Refin | 4u21'24" |
| 2                             | Jim Van De Laer | Lotto-Isoglass   | +10' 57" |
| 3                             | Zbigniew Spruch | Lampre-Panaria   | +00' 12" |

### 8e etappe
| Bielsko-Biała – Bielsko-Biała (159 km) |                    |                     |          |
| Plaats                                 | Naam               | Ploeg               | Tijd     |
| Winnaar                                | Quintino Rodrigues | Sicasal-Acral       | 4u12'22" |
| 2                                      | Fabrizio Guidi     | Navigare-Blue Storm | +01' 03" |
| 3                                      | John Lieswyn       | Montgomery-Bell     | z.t.     |

### 9e etappe
| Warschau – Warschau (114,3 km) |                 |                  |          |
| Plaats                         | Naam            | Ploeg            | Tijd     |
| Winnaar                        | Mariano Piccoli | Brescialat-Refin | 2u33'18" |
| 2                              | Steven de Jongh | TVM              | +00' 15" |
| 3                              | Eddy Gragus     | Montgomery-Bell  | z.t.     |

## Eindklassementen
| Plaats    | Naam                 | Ploeg                 | Tijd      |
| --------- | -------------------- | --------------------- | --------- |
| Gele trui | Zbigniew Spruch      | Lampre-Panaria        | 29u45'48" |
| 2         | Fabrizio Guidi       | Navigare-Blue Storm   | +00' 55"  |
| 3         | Dariusz Baranowski   | EB Victoria Rybnik    | +02' 02"  |
| 4         | Marek Leśniewski     | Rotan-Abpol           | +03' 49"  |
| 5         | Tomasz Brożyna       | DEK Meble Joko Romar  | +04' 25"  |
| 6         | Romāns Vainšteins    | Letse nationale ploeg | +05' 26"  |
| 7         | Grzegorz Gwiazdowski | DEK Meble Joko Romar  | +05' 29"  |
| 8         | Andrzej Sypytkowski  | Rotan-Abpol           | +05' 36"  |
| 9         | Jacek Bodyk          | DEK Meble Joko Romar  | +05' 44"  |
| 10        | Eddy Gragus          | Montgomery-Bell       | +05' 45"  |
|           |                      |                       |           |
| 30        | Jim Van De Laer      | Lotto-Isoglass        | +30' 49"  |
| 40        | Steven de Jongh      | TVM                   | +48' 08"  |

| Plaats     | Naam            | Ploeg                 | Punten |
| ---------- | --------------- | --------------------- | ------ |
| Witte trui | Zbigniew Spruch | Lampre-Panaria        | 128    |
| 2          | Eddy Gragus     | Montgomery-Bell       | 100    |
| 3          | Juris Silovs    | Letse nationale ploeg | 90     |

| Plaats      | Naam                | Ploeg            | Punten |
| ----------- | ------------------- | ---------------- | ------ |
| Paarse trui | Mariano Piccoli     | Brescialat-Refin | 86     |
| 2           | Antonio Miguel Díaz | Castellblanch    | 44     |
| 3           | José Agostinho Rosa | Sicasal-Acral    | 36     |

| Plaats    | Naam                 | Ploeg            | Punten |
| --------- | -------------------- | ---------------- | ------ |
| Rode trui | Grzegorz Gronkiewicz | Mróz             | 49     |
| 2         | Mariano Piccoli      | Brescialat-Refin | 27     |
| 3         | Jacek Mickiewicz     | Rotan-Abpol      | 25     |

| Plaats | Ploeg                | Tijd      |
| ------ | -------------------- | --------- |
|        | DEK Meble Joko Romar | 89u33'02" |
| 2      | EB Victoria Rybnik   | +15' 20"  |
| 3      | Rotan-Abpol          | +16' 17"  |

Mannen: 1928 · 
1929 · 
1930-1932 · 
1933 · 
1934-1936 · 
1937 · 
1938 · 
1939 · 
1940-1946 · 
1947 · 
1948 · 
1949 · 
1950-1951 · 
1952 · 
1953 · 
1954 · 
1955 · 
1956 · 
1957 · 
1958 · 
1959 · 
1960 · 
1961 · 
1962 · 
1963 · 
1964 · 
1965 · 
1966 · 
1967 · 
1968 · 
1969 · 
1970 · 
1971 · 
1972 · 
1973 · 
1974 · 
1975 · 
1976 · 
1977 · 
1978 · 
1979 · 
1980 · 
1981 · 
1982 · 
1983 · 
1984 · 
1985 · 
1986 · 
1987 · 
1988 · 
1989 · 
1990 · 
1991 · 
1992 · 
1993 · 
1994 · 
1995 · 
1996 · 
1997 · 
1998 · 
1999 · 
2000 · 
2001 · 
2002 · 
2003 · 
2004 · 
2005 · 
2006 · 
2007 · 
2008 · 
2009 ·
2010 ·
2011 ·
2012 ·
2013 ·
2014 ·
2015 ·
2016 ·
2017 ·
2018 ·
2019 ·
2020 · 2021 · 2022 · 2023 · 2024
Vrouwen: 1998 · 1999 · 2000 · 2001 · 2002 · 2003 · 2004 · 2005 · 2006 · 2007 · 2008 · 2009-2015 · 2016 · 2017-2023 · 2024 · 2025